# Mystacina tuberculata
Mystacina tuberculata là một loài động vật có vú trong họ Mystacinidae, bộ Dơi. Loài này được Gray mô tả năm 1843.

## Hình ảnh

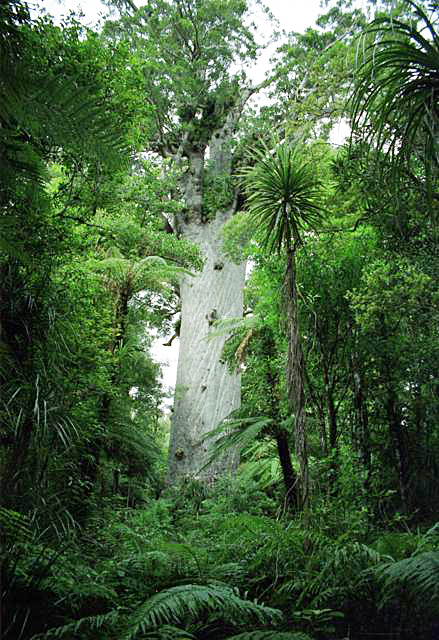
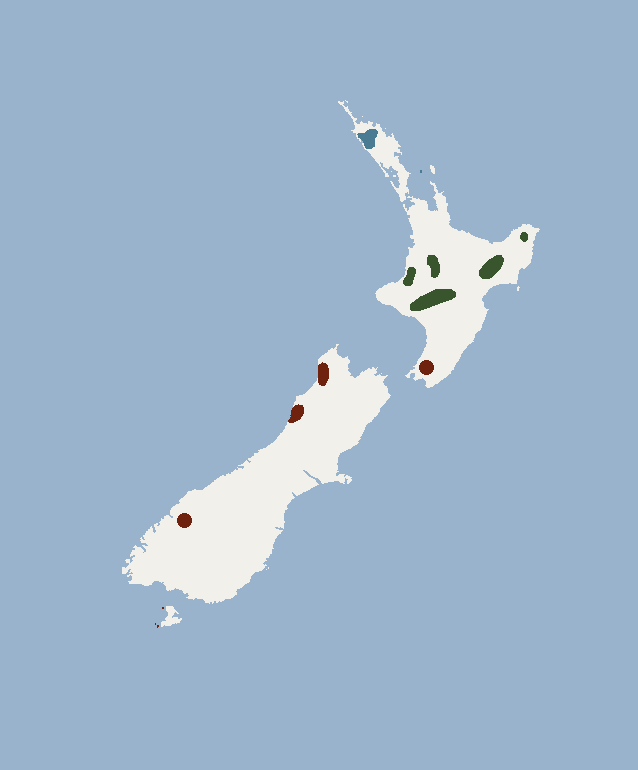